# علیرضا افخمی
علیرضا افخمی (زادهٔ ۱۶ مرداد ۱۳۴۰، تهران) کارگردان تلویزیونی اهل ایران است.او با ساخت مجموعه او یک فرشته بود ژانر جدیدی در سریال سازی تلویزیون پایه گذاری کرد که از آن به عنوان ماورایی نام می برند. 
هیچ کدام از سریال های ماورایی که پس از او یک فرشته بود پخش شدند نتوانستند موفقیت این سریال را کسب کنند.

## زندگی‌نامه
علیرضا افخمی متولد ۱۳۴۰ در تهران است. وی فارغ‌التحصیل رشته اقتصاد است. وی فعالیت سینمایی خود را از سال ۱۳۶۵ با فیلم دست نوشته‌ها آغاز کرد. بعد از خدمت سربازی وارد تلویزیون می‌شود و البته پیش از آن به‌همراه فردی به‌نام «بهزاد مینو» وارد عرصه سینما شد و کار را با عنوان منشی صحنه شروع کرد. برادرش بهروز افخمی چند سالی از علیرضا بزرگتر است و کارنامه پُرباری از دستیاری، ناظر کیفی، نویسندگی و کارگردانی به‌جای گذاشته است. علیرضا افخمی در سال ۶۹ به‌عنوان ناظر کیفی دستیار کارگردان و بازیگر (در نقش "پسر جمال") در مجموعه تلویزیونی روزی روزگاری همکاری داشت و بعد از این پروژه مدیر برنامه‌ریز سریال امام علی(ع) داود میرباقری شد. پس از آن مسئولیت نظارت کیفی بر سریال‌ها را به‌عهده گرفت؛ سریالی‌هایی که در دهه ۷۰ پخش شدند و به موفقیت هم رسیدند، مجموعه‌های تلویزیونی همچون «گمگشته»، «خط قرمز»، «مسافری از هند» و... 
علیرضا افخمی سال ۸۲ اولین سریال تلویزیونی‌اش تحت عنوان «تب سرد» را جلوی دوربین برد و پس از آن «او یک فرشته بود» را برای ماه مبارک رمضان شبکه دو سیما ساخت. «پنجمین خورشید»، «۵ کیلومتر تا بهشت»، «زیرزمین» و «پرستاران» دیگر کارهای این نویسنده و کارگردان تلویزیون به‌شمار می‌رود. البته افخمی مجموعه «وفا» را هم برای محمدحسین لطیفی نوشت که محمدحسین لطیفی کارگردانی کرد و در دهه خودش یکی از سریال‌های مورد اقبال مردم بود. 

## تعویض کارگردان سریال «پرستاران»
به گزارش روزنامه هفت صبح، بیننده های تیزبین سریال «پرستاران» بعد از قسمت هفدهم متوجه شده اند که نام کارگردان عوض شده. پیگیران اخبار تلویزیون علت را می دانند و مطلع هستند که شهرام شاه حسینی در میانه تولید جای علیرضا افخمی و محمودرضا تخشید را گرفت و به تنهایی کارگردانی سریال را بر عهده دارد. تخشید از مدیران سابق تلویزیون است و وقتی خبر آمد به عنوان کارگردان مشترک «پرستاران» کنار افخمی قرار گرفته، شائبه هایی به ذهن ژورنالیستی مان خطور کرد که «آقای مدیر دنبال رزومه سازی است؟» وقتی افخمی به خاطر مشغله نگارش «پرستاران» و نظارت بر تولید این سریال، کارگردانی را واگذار کرد، گمان می رفت تخشید به تنهایی عهده دار کار شود اما با آمدن شاه حسینی نام او هم حذف شد. 

## فیلم‌شناسی
کارگردان
- تب سرد (۱۳۸۲)
- او یک فرشته بود (۱۳۸۴)
- زیر زمین (۱۳۸۵)
- پنجمین خورشید (۱۳۸۸)
- پنج کیلومتر تا بهشت (۱۳۹۰)
- پرستاران (۱۳۹۵)[۴]
- احضار (۱۴٠٠) [۵]

نویسنده
- وفا (۱۳۸۴)
- اغما (۱۳۸۶)
- روز حسرت (۱۳۸۷)
- پنجمین خورشید (۱۳۸۸)
- پنج کیلومتر تا بهشت (۱۳۹۰)
- پرستاران (۱۳۹۵) [۶]
- پرستاران (فصل دوم) (۱۳۹۶) [۷]

صدابردار
- نابرده رنج (۱۳۸۸)
- عمودی‌ها (۱۳۹۶)
- ترانه آتش (۱۳۹۷)

مشاور کارگردان
- عملیات ۱۲۵ (۱۳۸۹)

- خداحافظ بچه (۱۳۹۱)

تدوینگر
- تب سرد (۱۳۸۲)

دستیار صدابردار
- ترش و شیرین (۱۳۸۵)

بازیگر 
- روزی روزگاری

برنامه ریز
- امام علی(ع) (۱۳۷۵) [۸]

ناظر کیفی
- روزی روزگاری (۱۳۶۹)
- گمگشته (۱۳۸۰)
- خط قرمز (۱۳۸۱)
- مسافری از هند (۱۳۸۱)
- راه بی‌پایان (۱۳۸۶)
- روز حسرت (۱۳۸۷)
- رستگاران (۱۳۸۷)
- پیامک از دیار باقی (۱۳۸۷)
- اشک‌ها و لبخندها (۱۳۸۸)
- نابرده رنج (۱۳۸۸)

- زیرهشت (۱۳۸۸) [۹]
- جراحت (۱۳۸۹) [۱۰]

## حواشی سریال «پنج کیلومتر تا بهشت»
پس از پخش سریال پنج کیلومتر تا بهشت، کودکی تصمیم گرفت تبدیل به یک روح شود و به مکان‌های مورد علاقه‌اش سر بزند. این کودک به میله بارفیکس خانگی یک روسری را قلاب کرد و سرش را داخل آن قرار داد و ناگهان حلق آویز شد. چند ثانیه بعد هم روی زمین افتاد و از هوش رفت و در نهایت دچار مرگ مغزی شد. اعضای این کودک اهداء شدند و پدر کودک از این سریال شکایت کرد که در حال بررسی این موضوع هستند. در حال حاضر مدیر شبکه سه سیمای جمهوری اسلامی، علرضا افخمی کارگردان و تهیه‌کننده این سریال از متهمان پرونده هستند که پرونده آنان به اتهام «تسبیب در قتل شبه عمد به نحو مشارکت» تحت بررسی است. بازپرس پرونده گفته بود علت اصلی پیگیری قانونی این بوده که در تیتراژ سریال از هشدار «تماشا برای افراد زیر ۱۵ سال توصیه نمی‌شود» استفاده نشده‌است.